# Trattrice (geometria)

Tractrix created by the end of a pole (lying flat on the ground). Its other end is first pushed then dragged by a finger as it spins out to one side.

La trattrice (dal latino tractrix, che deriva a sua volta da trahere, trainare) è una particolare curva geometrica, in cui i segmenti tangenti tra la curva e una data retta risultano di uguale misura; in pratica, un oggetto (o un punto) viene trascinato lungo un piano orizzontale (xy) da un segmento trascinatore di lunghezza costante. Tale segmento mantiene un suo estremo su un punto della retta y che si muove di moto rettilineo uniforme con velocità infinitesimale. L'altro estremo è sovrapposto all'oggetto trascinato, il quale rimarrà sempre equidistante da y rispetto alla direzione del proprio moto in quell'istante. La trattrice viene così chiamata anche col nome di curva di inseguimento o curva di caccia. Fu introdotta per la prima volta da Claude Perrault nel 1670, e studiata in seguito da Isaac Newton nel 1676 e da Christian Huygens nel 1692.

Trattrice con oggetto posizionato inizialmente nel punto (4,0)

## Modelli matematici basati sulla trattrice
- Tra l'ottobre e il novembre del 1692, Huygens descrisse tre modelli che descrivono trattrici.
- Nel 1693 Leibniz mostrò pubblicamente un modello basato sulle trattrici che, in teoria, era capace di integrare qualsiasi equazione differenziale.
- Nel 1706 John Perks elaborò un modello trazionale in grado di risolvere la quadratura iperbolica.
- Nel 1729 Johann Poleni elaborò un modello trazionale che consentiva il tracciamento di funzioni logaritmiche.

## Derivazione matematica
Supponiamo che un oggetto sia posizionato nel punto {\displaystyle (a,0)} e il trascinatore nell'origine, in modo tale che {\displaystyle a} sia la lunghezza del segmento che li unisce. Successivamente il trascinatore inizia a muoversi lungo l'asse {\displaystyle y} nel verso positivo. Ad ogni istante, il segmento sarà tangente alla curva {\displaystyle y=y(x)} descritta dall'oggetto, cosicché la sua traiettoria venga determinata dal movimento del trascinatore. Matematicamente, il movimento sarà descritto dall'equazione differenziale
{\displaystyle {\frac {dy}{dx}}=\pm {\frac {\sqrt {a^{2}-x^{2}}}{x}}}
con condizione iniziale {\displaystyle y(a)=0}, le cui soluzioni sono:
{\displaystyle y=\pm \int _{x}^{a}{\frac {\sqrt {a^{2}-x^{2}}}{x}}\,dx}
{\displaystyle y=\pm \left(a\ln {\left({\frac {a+{\sqrt {a^{2}-x^{2}}}}{x}}\right)}-{\sqrt {a^{2}-x^{2}}}\right)}
Il segno meno verrà applicato nel caso in cui il trascinatore si muova nel verso negativo dell'asse {\displaystyle y}. Infatti entrambi i rami della curva appartengono alla trattrice e si incontrano nel punto di cuspide {\displaystyle (a,0)}.
Per ottenere la precedente equazione differenziale si sono utilizzate le caratteristiche che definiscono la trattrice:
1. Considerato il sistema di riferimento cartesiano nel piano {\displaystyle (O;XY)} si scriva la distanza da un punto dell'asse {\displaystyle Y} e un punto della trattrice sempre costante: sia  {\displaystyle H(0,t)} il punto sull'asse {\displaystyle Y} e sia {\displaystyle P(x,y(x))} il punto che giace sulla trattrice (questi due sono gli estremi del segmento di lunghezza sempre costante), quindi {\displaystyle x^{2}+(y(x)-t)^{2}=a^{2}} (essendo a la lunghezza del segmento), di conseguenza {\displaystyle y(x)-t=\pm {\sqrt {a^{2}-x^{2}}}};
2. Tale segmento deve essere sempre tangente alla curva da determinare; scrivendo la retta tangente alla curva e passante per {\displaystyle P} come {\displaystyle Y={\frac {d[y(x)]}{dx}}(X-x)+y(x)}  imponiamo che questa retta passi per anche per il punto {\displaystyle H} ottenendo la condizione {\displaystyle t=-{\frac {d[y(x)]}{dx}}x+y(x)}. Sostituendo nella equazione ricavata prima troviamo che  {\displaystyle {\frac {d[y(x)]}{dx}}=\pm {\frac {\sqrt {a^{2}-x^{2}}}{x}}} . Il segno {\displaystyle \pm } sta ad indicare che il coefficiente angolare della retta tangente può essere positivo o negativo a seconda che il punto {\displaystyle H} si muova verso le ordinate positive (avendo il coefficiente angolare negativo) oppure verso le ordinate negative (avendo il coefficiente angolare positivo). Da questo ragionamento notiamo come la velocità con cui si muova il punto {\displaystyle H} nell'asse delle y sia ininfluente al fine di determinare l'equazione cartesiana della trattrice.

## Equazioni della trattrice
1. Trigonometrica: 
{\displaystyle x=a\sin(t)}
{\displaystyle y=a\left(\ln \left(\tan \left({\frac {t}{2}}\right)\right)+\cos(t)\right)}
dove t appartiene all'intervallo {\displaystyle [0,\pi ]}
2. Iperbolica: 
{\displaystyle y={\frac {a}{\cosh(t)}}}
3. Differenziale: 
{\displaystyle {\frac {dx}{dy}}=-{\frac {y}{\sqrt {a^{2}-y^{2}}}}}

## Proprietà della trattrice
La proprietà essenziale della trattrice è che la lunghezza della tangente tra la stessa e l'asse ''y'' (che ne rappresenta l'asintoto) rimane costante per qualsiasi punto.
La trattrice, per via di questa proprietà, può essere vista come:
1. il luogo geometrico del centro di una spirale iperbolica che ruota (senza scivolare) attorno ad una retta.
2. l'evoluzione della funzione descritta da una corda flessible, non elastica ed omogenea bloccata agli estremi, soggetta ad un campo gravitazionale ed avente equazione: {\displaystyle y(x)=a\cdot \operatorname {ch} (x/a)}
3. la traiettoria determinata dal punto medio dell'asse posteriore di un'automobile trainata da una corda con velocità e direzione costanti (inizialmente perpendicolare al veicolo); la funzione correlata ammette un asintoto orizzontale, la curva è simmetrica rispetto all'asse x e il raggio di curvatura è dato dall'equazione: {\displaystyle r=a\cdot \operatorname {ctg} (x/y)}.

Una grande implicazione fornita dalla trattrice fu lo studio della superficie creata dalla rivoluzione della stessa attorno al suo asintoto: la pseudosfera (analizzata da Eugenio Beltrami nel 1868, che si rivelò particolarmente interessante nell'interpretazione della geometria non euclidea di Nikolai Ivanovich Lobachevsky). A differenza della sfera, che possiede una curvatura gaussiana costante e positiva, la pseudosfera ha invece una curvatura gaussiana costante e negativa.
Altre proprietà della trattrice sono le seguenti:
- La lunghezza dell'arco di uno dei rami tra x=x1 e  x=x2 vale  {\displaystyle a\ln \left({\frac {x_{1}}{x_{2}}}\right)}
- L'area compresa tra la trattrice e il suo asintoto è: {\displaystyle \pi a^{2}/2}, che può essere calcolata tramite un integrale.
- L'inviluppo delle normali della trattrice, ossia l'evoluta della trattrice, è la catenaria data dall'equazione: {\displaystyle x=a\cosh {\frac {y}{a}}}.